# Phillipp Mwene
Phillipp Mwene, né le 29 janvier 1994 à Vienne, est un footballeur international autrichien, qui joue au poste de arrière gauche au FSV Mayence.

## Biographie

### En club

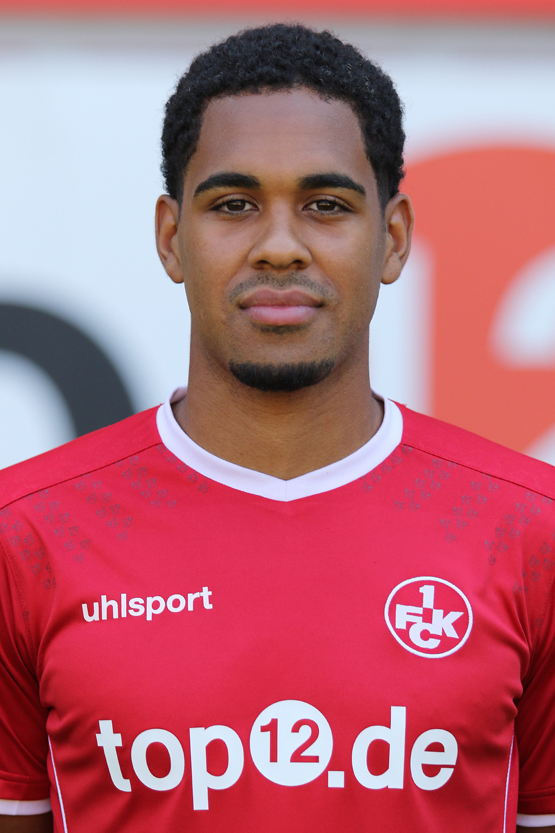
Phillipp Mwene avec le maillot du FC Kaiserslautern en 2017.

Phillipp Mwene naît à Vienne d'un père originaire du Kenya (pays dont il possède la nationalité) et d'une mère originaire du Land autrichien de Styrie. Il est formé à l'Austria Vienne, avant de terminer sa formation au VfB Stuttgart qu'il rejoint à l'âge de seize ans en 2010.
Le 20 avril 2013, Phillipp Mwene dispute son premier match professionnel avec l'équipe réserve du VfB Stuttgart en 3. Liga contre le Wacker Burghausen. Le 26 juin 2013, Mwene signe un contrat de joueur de licence pour trois saisons en faveur du VfB Stuttgart.
Le 18 juillet 2016, après la relégation de la réserve de Stuttgart en Regionalliga, Mwene rallie le FC Kaiserslautern qui évolue en 2. Bundesliga. Il inscrit son premier but en professionnel le 21 février 2018 contre le SV Darmstadt. Lors du dernier match de championnat contre le FC Ingolstadt, il inscrit un doublé et donne une passe décisive. Au total, lors de l'exercice 2017-2018, il inscrit quatre buts et donne six passes décisives, mais ne peut empêcher la relégation du club à l'issue de la saison.
Le 23 mai 2018, il rejoint le FSV Mayence pour trois saisons. Il dispute son premier match en Bundesliga le 1er septembre 2018 contre le FC Nuremberg. Le 3 mai 2021, Mwene inscrit son premier but dans cette compétition face au Hertha Berlin.
Le 1er juin 2021, Phillipp Mwene s'engage en faveur du PSV Eindhoven où il signe un contrat de trois saisons. Avec le club néerlandais, il découvre les compétitions européennes, disputant son premier match au niveau continental le 21 juillet 2021 contre Galatasaray SK. Phillipp Mwene est élu dans l'équipe-type d'Eredivisie pour le mois de décembre 2021.
Le 23 août 2023, il fait son retour au FSV Mayence, avec qui il paraphe un contrat jusqu'en 2026.

### En sélection
En mai 2021, Phillipp Mwene fait partie de la pré-liste pour participer à l'Euro 2020, mais ne figure finalement pas dans la liste finale de Franco Foda. 
Le 4 septembre 2021, Phillipp Mwene honore sa première sélection en équipe d'Autriche contre Israël en qualifications à la Coupe du monde 2022. 
En mai 2024, Mwene fait partie de la liste élargie convoquée par Ralf Rangnick afin de préparer l'Euro 2024. 
Le 7 juin 2024, il fait partie de la liste des 26 joueurs convoqués par Ralf Rangnick pour disputer l'Euro 2024. 

## Palmarès
- PSV Eindhoven
  - Vainqueur de la Coupe des Pays-Bas en 2022 et 2023
  - Vainqueur de la Supercoupe des Pays-Bas en 2021, 2022 et 2023